# Državna cesta D405
D405 je državna cesta u Hrvatskoj. Ukupna duljina iznosi 4,8 km.